# Ranunculus septempartitus
Ranunculus septempartitus är en ranunkelväxtart som beskrevs av S. Ericsson. Ranunculus septempartitus ingår i släktet ranunkler, och familjen ranunkelväxter. Inga underarter finns listade i Catalogue of Life.